# Polynoncus burmeisteri
Polynoncus burmeisteri är en skalbaggsart som beskrevs av Riccardo Pittino 1987. Polynoncus burmeisteri ingår i släktet Polynoncus och familjen knotbaggar. Inga underarter finns listade i Catalogue of Life.